# Esercizio sulla convivenza con il senso di ingiustizia
L'esercizio di convivenza con il senso di ingiustizia è uno degli esercizi psicologico-comportamentali sviluppati dallo psicologo John Watson agli inizi del Novecento, basati sull'assunto che il comportamento esplicito è l'unica unità di analisi scientificamente studiabile della psicologia.

## Procedimento
Questo esercizio consiste nel simulare un furto di un oggetto di relativo valore ad una persona molto vicina, come un familiare, il partner o un caro amico.
Dopo aver sottratto l'oggetto al soggetto che chiameremo soggetto x, nasconderlo in un posto inusuale ( in uno strano zainetto, sotto la maglietta, nelle scarpe,...) per poi farlo trovare al soggetto x.
L'esercizio consiste poi nell'assoluto divieto di confessare al soggetto x l'esistenza dell'esercizio, ma subirne le conseguenze.
L'individuo deve essere in grado, attraverso scelte personali di comportamento di decidere di assumersi la colpa, negare l'accaduto o altre diverse soluzioni.
L'esercizio di convivenza con il senso di ingiustizia è un esercizio utilizzato nell'addestramento dei Servizi Segreti di Paesi molto importanti.
L'unica essenziale regola, secondo Watson, è quella di non rivelare mai l'esistenza dell'esercizio; nemmeno dopo anni. 
Questo, sempre secondo Watson, finirà col rafforzare il rapporto con il soggetto x e incrementare il senso di equilibrio e forza dell'individuo interessato.
Non è da sottovalutare, in quanto si registrano spesso dei momenti di forte crisi nello stato di assoluta ingiustizia nei propri confronti. La vera forza e la vera riuscita dell'esercizio sta nel superare queste crisi e di mantenere un'integrità personale elevata.